# ボンバルディア・レクリエーショナルプロダクツ

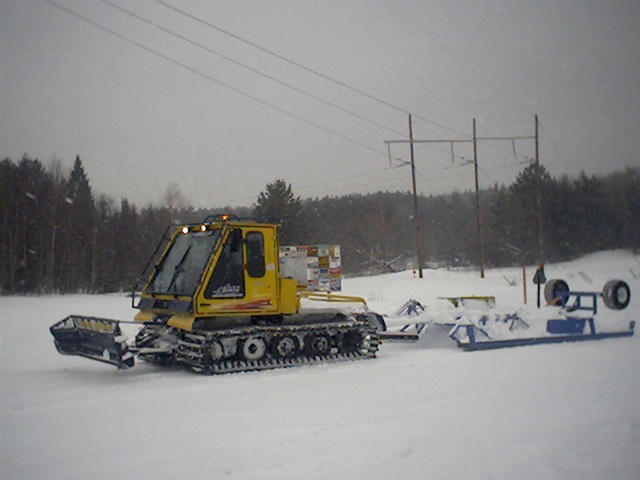
スノーモービルコース整備用アタッチメントを牽引するBombardier BR180

ボンバルディア・レクリエーショナルプロダクツ（Bombardier Recreational Products、BRP）は雪上車や水上バイク、全地形対応車を製造するカナダのメーカーである。

## 概要
ボンバルディア・レクレーショナルプロダクツ(BRP)は、2003年にボンバルディア社のレジャー用製品の部門が投資グループに売却されて独立した、カナダの企業である。2009年8月6日年現在、5,500人の従業員を抱え、2007年の収益は2,500,000米ドルを越えた。
BRPは生産拠点をカナダ、アメリカ合衆国（ウィスコンシン州、イリノイ州、ノースカロライナ州）、メキシコ、フィンランドおよびオーストリアの5カ国に持つ。その製品は80カ国以上で販売され、このうち日本を含む18カ国には同社の直営販売を持っている。

## 製品
BRPは、スノーモービルブランドとしてスキードゥー(英: Ski-Doo)やLynx、ATVとスパイダーロードスターのブランドとしてカンナム(en:Can-Am motorcycles)、水上オートバイのブランドとしてシードゥー(英: Sea-Doo)、船外機のブランドとしてエヴィンルードやJohnson Outboards、エンジン単体のブランドとしてロータックス(英: Rotax)を持つ。